# Герберт Цірґібель
Ге́рберт Цірґі́бель (нім. Herbert Ziergiebel; *27 червня 1922, Нордгорн — †11 вересня 1988, Берлін) — німецький письменник, зокрема письменник-фантаст. Жив в НДР.

## Біографія

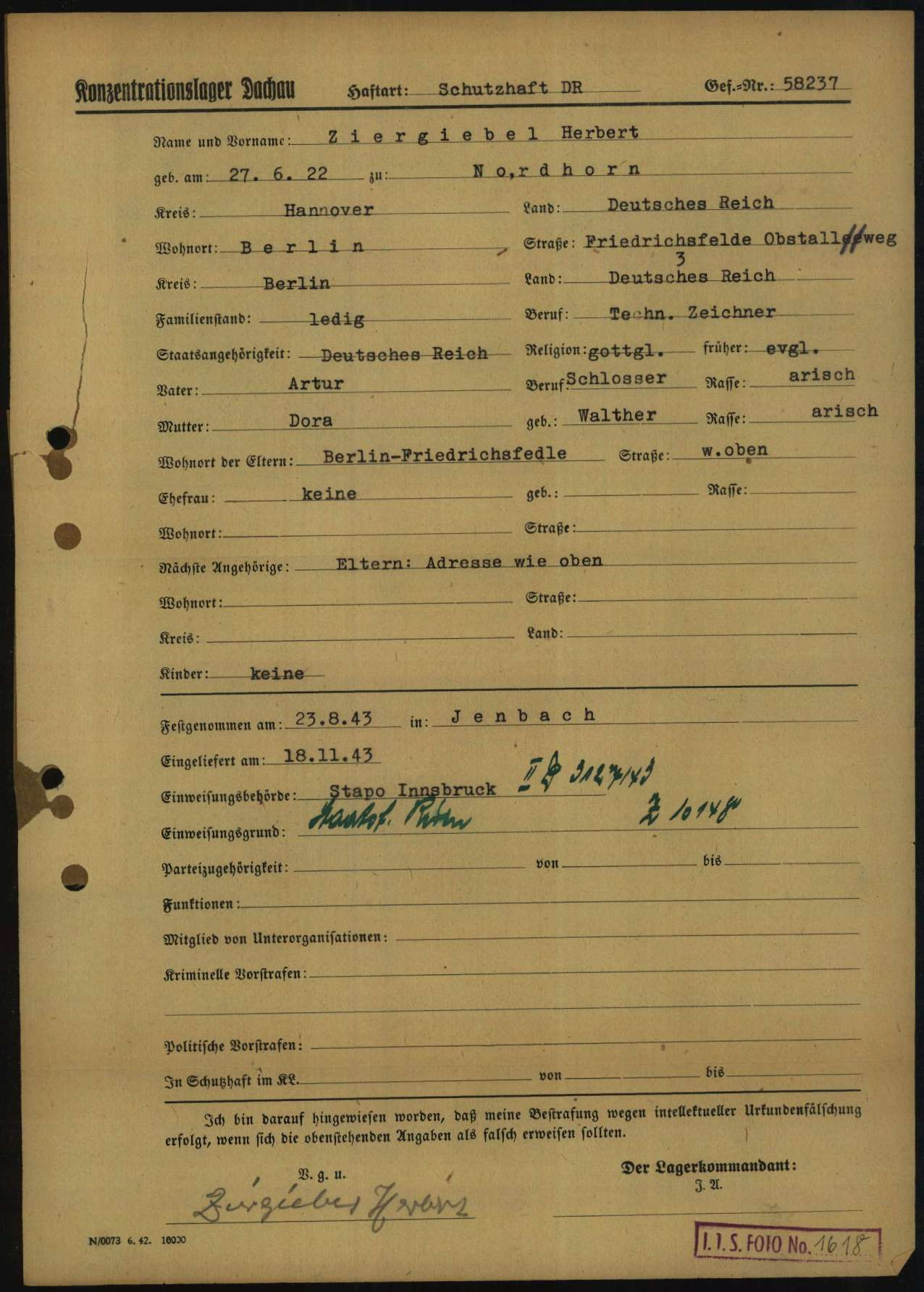
Реєстраційний формуляр Герберта Цірґібелья як в'язня в нацистському концтаборі Дахау

Письменник із НДР. Народився в місті Нордгорн (Nordhorn) у Нижній Саксонії. До 1941 року працював креслярем і помічником конструктора. Під час війни брав участь в антифашистському русі опору. Через загрозу арешту зник у Тіролі, але в 1942 році все ж був арештований і ув'язнений в Інсбруку. Потім потрапив до концтабору в Дахау, звідки втік за кілька днів до звільнення Дахау американцями.
Після війни Герберт Ціргібель вивчав історію й літературу, працював редактором на Берлінському радіо й журналістом у Будапешті. Потім став професійним письменником і переїхав до Східного Берліна (НДР).
Герберт Ціргібель — автор кількох книг: репортаж з Албанії, історичний роман, книга «Сатана велів мені мовчати» (Satan hiess mich schweigen, 1962), а також великої кількості дитячих радіоп'єс. За його автобіографічним романом «Обличчя зі шрамом» (Das Gesicht mit der Narbe, 1959) на кіностудії «DEFA» був поставлений фільм «Останній шанс» (Die letzte Chance). Залишив свій слід і в науковій фантастиці. На його рахунку два фантастичні романи «Інший світ» (Die andere Welt, 1966) і «Час падаючих зірок» (Zeit der Sternschnuppen, 1972), а також оповідання «Експерименти професора Пулекса» (Die Experimente des Professors von Pulex). До того ж залишився незакінченим та неопублікованим ще один фантастичний роман письменника. Хоча оповідання не привернуло особливої уваги читачів, його романи вважаються одними з найкращих зразків наукової фантастики НДР.

### Переклади українською
- «Експерименти професора Пулекса» / Переклад Володимира Шелеста // У сріблястій місячній імлі. — К.: Веселка, 1986